# Кірязі (родина)
Сім'я Кіріазі (алб. Familja Qiriazi) — відома албанська сім'я з міста Бітола (сьогодні — на території Республіки Македонія). Члени цієї родини були педагогами, видавцями та громадськими діячами періоду албанського національного пробудження . Чотири члени сім'ї Кіріазі були одними з перших протестантів в Албанії і сьогоднішньому Косово .

## Члени сім'ї
Герасим Кіріазі (1858—1894) відвідував грецьку школу в рідному місті Монастір, а також — за сприяння свого викладача англійської мови, американського місіонера Дженні — навчався в Американському біблійному коледжі в Самокові (Болгарія). Після чотирьох років навчання в Коледжі йому запропонували роботу в Британському та Іноземному Біблійному Товаристві (British and Foreign Bible Society). Він прийняв цю пропозицію і почав працювати в Корчі в 1883 році. Він також почав створювати албанську граматику і, за деякими відомостями, проповідував на албанською мовою . 12 листопада 1884 року подорожуючи по горах на північний захід від Охридського озера, він зазнав нападу місцевих бандитів і протягом півроку утримувався в якості заручника для отримання викупу. Пізніше розповідь про його шестимісячному «випробуванні» був переведений на англійську мову У. Бейрд з Монастира як «Захоплений Брігандамі» (Captured by Brigands) і опублікований в Лондоні в 1902 році. Відкриття першої офіційно визнаною албанської школи в Корча в 1887 році спонукало його і його сестер Севастії Кіріазі-Дако (1871—1949) і Парашхеві Кіріазі (1880—1970) спробувати відкрити школу для дівчаток. За сприяння Наїм Фрашери і ряду американських і англійських місіонерів, вони отримали відповідні дозволи в Стамбулі — і 15 жовтня 1891 року відкрили першу школу для албанських дівчаток в Корчі. Наступного літа вони перевели освітня установа в більш просторе приміщення, щоб мати місце для більшої кількості учениць. Стверджується, що грецька православна єпархія з самого початку була «фанатично проти» школи і ситуація дійшла до того, що церковна влада відмовилися поховати сина одного з покровителів навчального закладу. 4 січня 1894 року Герасим Кірьязі помер у віці 36 років від плевриту, отриманого ним під час полону. Він був автором віршів, пісень, ескізів, діалогів і декількох шкільних підручників. Зібрання його творів було опубліковано його молодшим братом Герджем в збірнику «Хрістоматія му катер пьеза» (Хрестоматітія в чотирьох частинах) в Софії в 1902 році.
Гердж Кіріазі (1868—1912) — відомий найчастіше по англомовної версії свого імені як Джордж Кіріас — відвідував грецьку школу в рідному Монастирі та той же Американський біблійний коледж в Самокові . Пізніше, як його брат Герасим, і був найнятий Британським 
та Іноземним Біблійним Товариством — він очолив школу для албанських дівчаток в Корчі після смерті свого брата, в 1894 році. У 1908 році він став делегатом на Конгресі Монастира. Політичний активіст, Гердж Кіріазі був одним із засновників газети албанською мовою «Башкім та Комбі» («Єдність нації») в 1909 році. Крім хрестоматії творів свого брата, він опублікував в Софії в 1906 році збірка релігійних віршів під назвою «Кенке ТЕ шенйтеруара» («Священні пісні»).
Севастії Кіріазі (1871—1949) вчилася в престижному коледжі Роберта в столичному Стамбулі і відігравала активну роль в утворенні жінок. Вона стала першою албанською жінкою, яка вчилася в цьому американському навчальному закладі, з якого вона випустилася в червні 1891 року. Відразу ж після повернення в Албанію, вона зіграла важливу роль в створенні школи для дівчаток в Корча. Після Першої світової війни ця школа все ще була відома за прізвищем засновників — як «школа Кіріазі». Існує думка, що Севастії Кіріазі-Дако опублікувала граматику для початкових шкіл (Монастір, 1912) і отредактировала ряд текстів з історії. Разом зі своїм чоловіком, журналістом і письменником Крісто Анастасом Дако, і своєю сестрою, Параскеви, пізніше вона виїхала в Румунію, а звідти — іммігрувала в Сполучені Штати, де почала співпрацювати з періодичним виданням «Утренняя звезда».
Параскеви Кіріазі (1880—1970) — також відома як Параскеви Д. Кіріас — вчилася, також як і її сестра, в стамбульському Коледжі Роберта, а потім повернувся в Албанію, щоб викладати. У 1909 році вона опублікувала книгу для початкових шкіл; пізніше вона організувала кілька дитячих освітніх і вечірніх шкіл в південній Албанії, а також — допомогла створити зачатки бібліотечної системи в регіоні. У Сполучених Штатах вона допомогла заснувати товариство «Утренняя звезда» і опублікувала ілюстроване періодичне видання з такою ж назвою, яке виходило в Бостоні з 1917 по 1920 рік. Параскеви також взяла участь в Паризькій мирній конференції 1919 року — як представник американської албанської громади.
Сім'я Кіріазі користується великою повагою серед албаноговорящего населення регіону, а багато установ названі в честь її членів. 7 березня — офіційний День вчителя в Албанії — заснований саме в цю дату як пам'ять про відкриття сім'єю Кіріазі школи в 1891 році.